# Ptinus latro
Ptinus latro là một loài bọ cánh cứng trong họ Ptinidae. Loài này được Fabricius miêu tả khoa học năm 1775.